# 髙階俊嗣
髙階 俊嗣（たかしな としつぐ、5月16日 - ）は、日本の男性声優。東京都出身。アーツビジョン所属。

## 来歴
日本ナレーション演技研究所卒業。

## 人物
趣味・特技は釣り、写真、登山、フィッシングライター、ドライブ。

## 出演
太字はメインキャラクター。

### テレビアニメ
2001年
- バブーファクトリー（バブープ、バブモル、バブトット、テンカフン博士）

2003年
- カレイドスター（タンク、記者）
- クロノクルセイド（ミリティア）
- スクラップド・プリンセス（里人たち、ギアット軍指揮官）
- 住めば都のコスモス荘 すっとこ大戦ドッコイダー
- DEAR BOYS（梁川慎司）
- まぶらほ（ロックデビル）

2004年
- GIRLSブラボー シリーズ（2004年 - 2005年、兄貴） - 2シリーズ
- げんしけん（ナレーション、相手）
- 砂ぼうず（村人）
- 超重神グラヴィオンZwei（海底基地所員B、ランビアス代表B）
- 鉄人28号（記者A）
- NARUTO -ナルト-（2004年 - 2006年、博徒、木ノ葉の忍、中盆、医療忍者、鞍馬の忍）
- 美鳥の日々（おじさん）
- MEZZO -メゾ-（警官C）

2005年
- ギャラリーフェイク（解析スタッフ）
- しましまとらのしまじろう（2005年 - 2013年、セイさん） - 3シリーズ
- ふしぎ星の☆ふたご姫（運転手）

2006年
- いぬかみっ!（マッチョA、石像、男）
- Ergo Proxy（兵士）
- 銀魂（舞蹴）
- 西の善き魔女 Astraea Testament（騎士）

2007年
- 逆境無頼カイジ（高田）
- 古代王者 恐竜キング Dキッズ・アドベンチャー（2007年 - 2008年、スピノバーグ、ロバート艦長） - 2シリーズ
- 獣神演武 -HERO TALES-（渦津団員）
- NARUTO -ナルト- 疾風伝（砂の里の忍）
- ロミオ×ジュリエット（父親）

2008年
- GUNSLINGER GIRL -IL TEATRINO-（レオナルド）

2011年
- BLEACH（ホロウ）

2012年
- あらしのよるに 〜ひみつのともだち〜（オオカミ1）
- 宇宙兄弟（せりかの父 / 伊東凛平）
- 機動戦士ガンダムAGE（ヴェイガン科学者）
- LUPIN the Third -峰不二子という女-（スカルピン）

2013年
- クレヨンしんちゃん（2013年 - 2015年、TVプロデューサー、男子店員、男性店員、リーゼントの客、グラサンの男）

2014年
- ディスク・ウォーズ:アベンジャーズ（2014年 - 2015年、ブルドーザー）
- ノブナガン（提督B）
- 魔弾の王と戦姫（オーギュスト）
- メカクシティアクターズ（取り巻きの男）

2015年
- 俺物語!!（若者A）
- 牙狼 -紅蓮ノ月-（純慶）
- バトルスピリッツ 烈火魂（白伊紫勝家）
- ランス・アンド・マスクス（バンの残党たち）

2017年
- クロックワーク・プラネット（防衛大臣）
- 神撃のバハムート VIRGIN SOUL（重臣）
- 僕のヒーローアカデミア（2017年 - 2021年、セルキーの部下） - 2シリーズ
- 牙狼〈GARO〉-VANISHING LINE-（ハーディ）

2018年
- 博多豚骨ラーメンズ（張）
- カードファイト!! ヴァンガード（2018年 - 2020年、マーク先生、店長） - 3シリーズ
- 進撃の巨人（ゲラルド）
- 新幹線変形ロボ シンカリオン（2018年 - 2019年、トラメ）
- ドラえもん（テレビ朝日版第2期）（番長）

2019年
- 魔法少女特殊戦あすか（ストーロジ）

2020年
- アサティール 未来の昔ばなし（村の男、髭面の男）
- ポケットモンスター（2020年 - 2021年、メガシンカオヤジ）
- ONE PIECE（2020年 - 、マジロマン、テツ）

2021年
- 灼熱カバディ（ナレーション）
- もっと!まじめにふまじめ かいけつゾロリ（ワルモ）

2022年
- トモダチゲーム（担任教師）
- 本好きの下剋上 司書になるためには手段を選んでいられません（ヴォルフ）

2024年
- SHAMAN KING FLOWERS（ミラー）

### 劇場アニメ
- 犬夜叉 天下覇道の剣（2003年）
- 劇場版 NARUTO -ナルト- 大活劇!雪姫忍法帖だってばよ!!（2004年、マキノ組・カメラマン）
- いぬかみっ! THE MOVIE 特命霊的捜査官・仮名史郎っ!（2007年、牧師）
- 宇宙戦艦ヤマト 復活篇（2009年）
- 宇宙戦艦ヤマト2199 星巡る方舟（2014年、古橋弦[5]）
- LUPIN THE IIIRD 次元大介の墓標（2014年、ロンドのオーナー[6]）
- 宇宙戦艦ヤマト2202 愛の戦士たち（2017年、古橋弦[7]）
- 僕のヒーローアカデミア THE MOVIE ワールド ヒーローズ ミッション（2021年、オセオン警察長官）

### OVA
- トランスフォーマー ロボットマスターズ（2004年、ビーストメガトロン）
- 鴉 -KARAS-（2005年、ディレクター）
- シルバニアファミリー（2007年、みるくウサギお父さん）
- ファンタジスタ ステラ（2014年 - 2015年、カルロ・グロッソ） - コミックス第9・10巻DVD付き限定版
- 機動戦士ガンダム THE ORIGIN（2015年 - 2017年、カウボーイ、戦車兵、兵士）
- 銀河英雄伝説 Die Neue These 星乱（2019年、クブルスリー[8]）

### Webアニメ
- Paperman the Animation（2011年、ヴァン）
- 聖闘士星矢: Knights of the Zodiac（2019年、カシオス）

### ゲーム
2003年
- Kunoichi -忍-（黒鋼）
- 突撃!アーミーマン 史上最小の作戦（ブルズアイ）

2004年
- アーマード・コア ネクサス
- 天誅 紅
- ドンキーコングジャングルビート（ブシドーコング）

2005年
- キングダム ハーツII
- NARUTO -ナルト- うずまき忍伝
- ラジアータ ストーリーズ（グラント）

2007年
- Gears of War（ドミニク・サンチャゴ）
- NARUTO -ナルト- 疾風伝　ナルティメットアクセル2（砂の行商人）

2008年
- スーパーロボット大戦Z

2009年
- Gears of War 2（ドミニク・サンチャゴ）

2010年
- Paperman（ヴァン）

2011年
- Gears of War 3（ドミニク・サンチャゴ）

2012年
- デビルサマナー ソウルハッカーズ（キャプテン・パラダイム）
- L.G.S 〜新説 封神演義〜（聞仲）

2013年
- AKIBA'S TRIP2（杉山喜八）
- 仮面ライダーバトル ガンバライド（白い魔法使い）
- 仮面ライダーバトル ガンバライジング（白い魔法使い）
- メタルマックス4 〜月光のディーヴァ〜（ゲイリー・マルデ）

2014年
- 三国魂（主人公2〈男〉）
- 神撃のバハムート（ダリオ）

2016年
- 仮面ライダー バトライド・ウォー創生（白い魔法使い）
- 真・女神転生IV FINAL

2018年
- イドラ ファンタシースターサーガ（バルナバス）

2019年
- ドラゴンクエストXI 過ぎ去りし時を求めて S（ファナード、アラーニ）

2020年
- OCTOPATH TRAVELER 大陸の覇者（タヴィアーニ）

2023年
- 仮面ライダーバトル ガンバレジェンズ（仮面ライダーワイズマン）
- 機動戦士ガンダム U.C. ENGAGE（2023年 - 2024年、ブラン・ブルターク、グラナダ市長、連邦高官）

2025年
- ドンキーコング バナンザ（コング長老）

### ドラマCD
- 学園創世 猫天!（時期不明、火焔）
- 殿といっしょ（時期不明、大友宗麟）
- デスマーチからはじまる異世界狂想曲（2020年、ラカ[16]） - 小説第19巻ドラマCD付き特装版
- 淡海乃海 水面が揺れる時〜三英傑に嫌われた不運な男、朽木基綱の逆襲〜（2021年、五郎衛門、惟綱、定武[17]）

### BLCD
- 異国色恋浪漫譚（店員）
- ENDLESS KISS〜永遠の約束〜（狙撃手）
- 王朝春宵ロマンセ（頼直）
- 子供(ガキ)の領分 4 噂の真髄（深沢）
- 黒羽と鵙目（雲僧）
- 摩天楼に抱かれて（増田）

### 吹き替え

#### 映画
- アイ・アム・レジェンド（隊長）※テレビ朝日版
- ヴェニスの商人（グラシアーノ〈クリス・マーシャル〉）
- ウォール・ストリート
- X-MEN:ファイナル ディシジョン（ウォーレン・ワージントン三世 / エンジェル〈ベン・フォスター〉）※テレビ朝日版
- キャットウーマン（鑑識）
- グラディエーター
- クリティカル・リポート（ジョモ）
- ゴッド・ギャンブラー 完結編
- ゴッドファーザー PART II（ウィリー・チッチ〈ジョー・スピネル〉）※リストア版
- ザ・クラウン 炎のリベンジャー（天）
- ザ・コア ※テレビ朝日版
- ザ・フォッグ（マローン）
- 16ブロック ※ソフト版
- シティ・オブ・ブラッド（ペペ・ヴァスケス〈ホセ・パブロ・カンティージョ〉）
- スーパーマン ※テレビ朝日版
- スター・ウォーズ/フォースの覚醒
- スターシップ・トゥルーパーズ3
- スティング ※ソフト版
- ストレンジャー・コール（バローズ〈デヴィッド・デンマン〉）
- 大統領暗殺（スタックォード）
- 大統領のカウントダウン（ハッサン）
- 007 リビング・デイライツ（ソンダース〈トーマス・ウィートリー〉）※ソフト版
- 007 サンダーボール作戦 ※ソフト版
- チャーリーズ・エンジェル フルスロットル ※テレビ朝日版
- 天軍（ニタンゲ）
- 10ミニッツ・アフター（カム）
- ドッグ・イート・ドッグ（ディーゼル〈クリストファー・マシュー・クック〉）
- トラブル・マリッジ カレと私とデュプリーの場合（ニール〈セス・ローゲン〉）
- ドリーム・ファミリー（レッド）
- 9デイズ（ウェルズ〈シェー・ウィガム〉）※フジテレビ版
- 寝取られ男のラブ♂バカンス（アルダス・スノー〈ラッセル・ブランド〉）
- ノイズ
- ハドソン川の奇跡（チャールズ・ポーター〈マイク・オマリー〉）
- ハリウッド的殺人事件
- 100年後…（ウォルター）
- フライトプラン
- ブラック・レイン（佐藤浩史〈松田優作〉） ※DVD版
- プロメテウス（ラヴェル〈ベネディクト・ウォン〉[18]）※ザ・シネマ版
- 僕が9歳だったころ（パルボン）
- マッチポイント（トム・ヒューイット〈マシュー・グッド〉）
- マリー・アントワネット（ヴェルジェンヌ）
- ミッション:インポッシブル2（副操縦士）※テレビ朝日版
- リザレクション
- ルパン
- レッド・ウォーター/サメ地獄（ラコーム）※テレビ東京版
- ローラーボール (2002年の映画) ※テレビ東京版

#### テレビドラマ
- アグリー・ベティ（ダニエル）
- ARROW/アロー シーズン6、7 (リカルド・ディアス/ドラゴン<カーク・アセヴェド〉)
- エイリアス
- NCIS:LA 〜極秘潜入捜査班 シーズン2（ホワイト）
- カシミアマフィア
- 救命医ハンク2 セレブ診療ファイル
- グリーンローズ
- クリミナル・マインド4 FBI行動分析課 #2（エンジェルメーカー / コートランド・ブライス・ライアン〈ニール・ホプキンス〉）
- CSI:マイアミ シーズン4
- CSI:6 科学捜査班（クリス・キャバリエ刑事〈ホセ・ズニーガ〉）
- スタートレック:エンタープライズ（ケルビー〈デレク・マジャール〉）
- ジャック・ライアン（ジェームズ・グリーア〈ウェンデル・ピアース〉）
- セックス・アンド・ザ・シティ
- ダークエイジ・ロマン 大聖堂
- TOUCH/タッチ
- DANGANバトル スラッグテラ
- デスパレートな妻たち
- 犯罪捜査官ネイビーファイル
- PAN AM/パンナム
- V (2009年版)（ライアン・ニコルズ〈モリス・チェスナット〉）
- プライベート・プラクティス3 #2（ダレン・ラーセン〈ケン・マリーノ〉）
- ブラザーズ&シスターズ
- ベティ〜愛と裏切りの秘書室（ダニエル・バレンシア、ロマン）
  - エコモダ〜愛と情熱の社長室（ダニエル・バレンシア）
- 名探偵ポワロ ※NHK版
  - 杉の柩
  - 西洋の星の盗難事件 ※追加分吹き替え
  - 雲をつかむ死 ※追加分吹き替え
- 名探偵モンク4
- ラスト・スキャンダル（チャン・ドンファ）
- LOST

#### アニメ
- ガーゴイルズ
- 怪奇ゾーン グラビティフォールズ
- キャスパー（ファッツォ）※カートゥーン ネットワーク版
- ジャスティス・リーグ（キャリバック）
- シュガー・ラッシュ（ブラッド）
- スーパーマン（キャリバック、ブルーノ・マンハイム〈2代目〉）
- スパイダーマン（ハマーヘッド）
- ティーン・タイタンズ（ソート）
- マダガスカル
- マダガスカル2
- 勇者ソー 〜アスガルドの伝説〜 ※ディズニーXD版
- ランゴ（傷ついた鳥）
- リロ・アンド・スティッチ2

### 特撮
- スーパー戦隊シリーズ
  - 特捜戦隊デカレンジャー（2004年、ジーバの声）
  - 天装戦隊ゴセイジャー（2010年、スキャンのバザルソLJの声）
  - 快盗戦隊ルパンレンジャーVS警察戦隊パトレンジャー（2018年、ナリズマ・シボンズの声）
- 仮面ライダーシリーズ
  - 仮面ライダー電王（2007年、ラビットイマジンの声）
  - 仮面ライダーディケイド（2009年、ライオンファンガイアの声）
  - 仮面ライダーオーズ/OOO（2011年、軍鶏ヤミーの声）
  - 仮面ライダーウィザード（2012年、白い魔法使いの声）

### ナレーション
- M 愛すべき人がいて
- 川島令三の全国特急案内
- Club AT-X すずまお荘
- ケンウッド ドライブレコーダー、カーナビ「彩速ナビ」
- 竹内香苗のクチコミ観光局
- 中外製薬
- ペ・ヨンジュン韓国の美イベント

### CM
- J:COM ゴルフネットワーク
- ニンテンドーDS日本史・世界史
- パチンコ エヴァンゲリオン
- バンダイ SDガンダム三国伝

### パチンコ
- CRナポレオン -獅子の時代-（マッセナ）